# Espen Hellerud
Espen Hellerud (27 ottobre 1971) è un ex sciatore alpino norvegese.

## Biografia
Sciatore polivalente originario di Botne, Hellerud in Coppa del Mondo ottenne il primo piazzamento il 22 marzo 1992 a Crans-Montana in slalom speciale (20º), ottenne il miglior risultato il 15 gennaio 1995 a Kitzbühel in combinata (6º) e prese per l'ultima volta il via il 16 dicembre 1995 in Val Gardena in discesa libera, classificandosi 54º in quella che sarebbe rimasta l'ultima gara della sua carriera; non prese parte a rassegne olimpiche o iridate.

## Palmarès

### Coppa del Mondo
- Miglior piazzamento in classifica generale: 63º nel 1995

### Campionati norvegesi
- 5 medaglie (dati dalla stagione 1991-1992):
  - 3 argenti (combinata[senza fonte] nel 1994; discesa libera, combinata[senza fonte] nel 1995)
  - 2 bronzi (supergigante[senza fonte] nel 1992; supergigante nel 1995)